# 布雷普洛根山
布雷普洛根山（挪威語：Breplogen）是南極洲的山峰，位於東部南極洲的毛德皇后地，屬於穆利格-霍夫曼山脈的一部分，海拔高度2,725米，現時受南極條約體系管理。

## 外部連結
- Scientific Committee on Antarctic Research (SCAR)

71°55′S 5°27′E / 71.917°S 5.450°E